# Horace Arnold
Horace "Horacee" Emmanuel Arnold (født 25. september 1937 i Kentucky, USA) er en amerikansk jazztrommeslager.
Horace Arnold spillede fra 1959 i Dave Bakers big band, og spillede samtidig med Roland Kirk og Charles Mingus. Op igennem 1960'erne spillede han tillige med Bud Powell og Henry Grimes og turnerede med jazzballet guruen Alvin Ailey i Asien. I 1967 dannede Arnold sin egen gruppe The Here And Now Company, hvor bl.a. Joe Farrell og Sam Rivers har spillet.
I begyndelsen af 1970'erne, spillede han med Chick Coreas Return to Forever og Stan Getzs kvartet, samtidig med at han udgav to solo plader i eget navn.  Sidst i 1970erne dannede han percussiongruppen Colloquium III sammen med Billy Hart og Freddie Waits.
Horance Arnold lever i dag som freelancetrommeslager og underviser.

## Diskografi
- Tribe
- Tales of the Exonerated Flee

## Eksterne kilder og henvisninger
- Biografi om Horace Arnold på allmusic.com